# プントリネア
有限会社 プントリネア（Puntolinea Ltd.）は、東京都港区白金にある日本の芸能事務所。
2005年9月7日設立。元TBSアナウンサーの雨宮塔子を筆頭に、モデル、タレント、俳優、文化人など幅広いジャンルを擁する。

## 所属タレント
- 雨宮塔子
- アンヌ
- 田村翔子
- 日登美
- 三田寛子
- 光野桃
- 渡辺久美
- 黒山ひろ美（ベリーダンサー）
- 野間彩（舞踊家）
- 大橋未歩[1]
- エレカ
- 柏木智帆
- 石川優美 & Pono Lani
- 中村福之助
- 中村歌之助

元所属タレント
- 春香
- 桐島かれん
- 吉川めい
- ロベルタ・ペリニ